# Lucas Faijdherbe
Lucas Faijdherbe (Diemen, 14 juli 1998) is een Nederlandse basketballer die speelt voor Apollo Amsterdam in de Dutch Basketball League (DBL). Hij is tevens de neef van oud-basketballer Patrick Faijdherbe.

## Carrière
Op 27 oktober 2016 maakte Faijdherbe officieel zijn debuut voor het heren 1 team van Apollo tegen New Heroes Den Bosch, waarna hij het seizoen daarna officieel was ingedeeld voor Apollo. Daarnaast speelde hij in het U24 team, waarmee hij in 2018 kampioen van Nederland werd. In datzelfde jaar nam hij deel aan het jeugd EK onder 20.

## Erelijst
- Landskampioen U24 (2018)
- Landskampioen U21 (2019)

## Statistieken
Dutch Basketball League
| Jaar    | Team      | GS | MPW  | 2P%  | 3P%  | VW%  | RPW | APW | SPW | BPW | PPW |
| ------- | --------- | -- | ---- | ---- | ---- | ---- | --- | --- | --- | --- | --- |
| 2016–17 | Amsterdam | 5  | 6.8  | .000 | .250 | .000 | 0.8 | 0.0 | 0.4 | 0.0 | 0.6 |
| 2017–18 | Amsterdam | 17 | 10.7 | .546 | .371 | .750 | 0.8 | 0.4 | 0.4 | 0.0 | 3.2 |
| 2018–19 | Amsterdam | 34 | 10.9 | .357 | .184 | .586 | 1.2 | 0.6 | 0.3 | 0.0 | 2.6 |